# 巴西多鬚䱛
巴西多鬚䱛為輻鰭魚綱鱸形目鱸亞目石首魚科的其中一種，分布南美洲巴西大西洋岸的淡水流域，體長可達26.4公分，棲息在溪流，可做為食用魚及觀賞魚。